# 38.ª edición de los Premios Grammy
La 38.ª edición de los Premios Grammy se celebró el 28 de febrero de 1996 en el Shrine Auditorium de Los Ángeles, en reconocimiento a los logros discográficos alcanzados por los artistas musicales durante el año anterior. El evento fue presentado por Ellen DeGeneres y fue televisado en directo en Estados Unidos por CBS. Alanis Morissette fue la gran ganadora obteniendo un total de cuatro galardones.

## Ganadores

### Generales
- Grabación del año
  - Trevor Horn (productor) & Seal por "Kiss from a Rose"
- Álbum del año
  - Glen Ballard (productor) & Alanis Morissette por Jagged Little Pill
- Canción del año
  - Seal (compositor e intérprete) por "Kiss from a Rose"
- Mejor artista novel
  - Hootie & the Blowfish

### Alternativa
- Mejor álbum de música alternativa
  - Nirvana por MTV Unplugged in New York

### Blues
- Mejor álbum de blues tradicional
  - John Lee Hooker por Chill Out
- Mejor álbum de blues contemporáneo
  - Buddy Guy por Slippin' In

### Clásica
- Mejor interpretación orquestal
  - Karl-August Naegler (productor), Pierre Boulez (director) & Cleveland Orchestra por Debussy: La mer
- Mejor interpretación solista vocal clásica
  - Christopher Hogwood (director), Sylvia McNair & Academy of Ancient Music por The Echoing Air - The Music of Henry Purcell
- Mejor grabación de ópera
  - Raymond Minshull (productor), Charles Dutoit (director), Gary Lakes, Françoise Pollet, Gino Quilico, Deborah Voigt & L'Orchestra Symphonie Montreal & Chorus por Berlioz: Les Troyens
- Mejor interpretación coral
  - Herbert Blomstedt (director), Vance George (director de coro) & San Francisco Symphony Orchestra & Chorus por Brahms: Réquiem alemán
- Mejor interpretación clásica, solista instrumental (con orquesta)
  - Seiji Ozawa (director), Itzhak Perlman & Boston Symphony Orchestra por The American Album - Works of Bernstein, Barber, Foss
- Mejor interpretación clásica, solista instrumental (sin orquesta)
  - Radu Lupu por Schubert: Sonatas para piano (si bemol mayor y la mayor)
- Mejor interpretación de música de cámara
  - Emanuel Ax, Yo-Yo Ma & Richard Stoltzman por Brahms / Beethoven / Mozart: Tríos para clarinete
- Mejor composición clásica contemporánea
  - Olivier Messiaen (compositor) & Myung-whun Chung (director) por Messiaen: Concert à quatre
- Mejor álbum de música clásica
  - Karl-August Naegler (productor), Pierre Boulez (director) & Cleveland Orchestra por Debussy: La mer; Nocturnes; Jeux

### Composición y arreglos
- Mejor composición instrumental
  - Bill Holman (compositor); The Bill Holman Band (intérpretes) por "A View From the Side"
- Mejor canción escrita específicamente para una película o televisión
  - Alan Menken & Stephen Schwartz (compositores); Judy Kuhn & Vanessa Williams (intérpretes) por "Colors of the Wind" (de Pocahontas)
- Mejor álbum de banda sonora original instrumental escrita para una película o televisión
  - Hans Zimmer (compositor) por Marea roja
- Mejor arreglo instrumental
  - Robert Farnon (arreglista); J. J. Johnson & Robert Farnon Orchestra (intérpretes) por "Lament"
- Mejor arreglo instrumental acompañado de vocalista
  - Rob McConnell (arreglista); Mel Tormé con Rob McConnell & The Boss Brass (intérpretes) por "I Get a Kick Out of You"

### Country
- Mejor interpretación vocal country, femenina
  - Alison Krauss por "Baby, Now That I've Found You"
- Mejor interpretación vocal country, masculina
  - Vince Gill por "Go Rest High on That Mountain"
- Mejor interpretación country, dúo o grupo
  - The Mavericks por "Here Comes the Rain"
- Mejor colaboración vocal country
  - Alison Krauss & Shenandoah por "Somewhere in the Vicinity of the Heart"
- Mejor interpretación instrumental country
  - Asleep at the Wheel, Béla Fleck & Johnny Gimble por "Hightower"
- Mejor canción country
  - Vince Gill (compositor e intérprete) por "Go Rest High on That Mountain"
- Mejor álbum de música country
  - Robert John "Mutt" Lange (productor) & Shania Twain por The Woman in Me
- Mejor álbum de bluegrass
  - Nashville Bluegrass Band por Unleashed

### Espectáculo musical
- Mejor álbum de espectáculo musical
  - Arif Mardin, Jerry Leiber, Mike Stoller (productores) & el reparto original de Broadway por Smokey Joe's Cafe - The Songs of Leiber & Stoller

### Folk
- Mejor álbum de folk tradicional
  - Ramblin' Jack Elliott por South Coast
- Mejor álbum de folk contemporáneo
  - Emmylou Harris por Wrecking Ball

### Gospel
- Mejor álbum gospel pop/contemporáneo
  - Michael W. Smith por I'll Lead You Home
- Mejor álbum gospel rock
  - Ashley Cleveland por Lesson of Love
- Mejor álbum gospel soul tradicional
  - Shirley Caesar por Shirley Caesar Live - He Will Come
- Mejor álbum gospel soul contemporáneo
  - CeCe Winans por Alone In His Presence
- Mejor álbum gospel sureño, country o bluegrass
  - Bill Hearn (productor); varios intérpretes por Amazing Grace - A Country Salute to Gospel
- Mejor álbum gospel, coro o coros
  - Carol Cymbala (director de coro); Brooklyn Tabernacle Choir (intérpretes) por Praise Him - Live!

### Hablado
- Mejor álbum hablado
  - Maya Angelou por Phenomenal Woman
- Mejor álbum hablado de comedia
  - Jonathan Winters por Crank Calls

### Histórico
- Mejor álbum histórico
  - John Pfeiffer (productor y autor de las notas), Ray Hall, Thomas MacCluskey, James P. Nichols, Anthony Salvatore, Jon M. Samuels, David Satz (ingenieros), J.J. Stelmach (director artístico), Gabriel Banat, Grant Beglarian, Robert Cowan, Mortimer W. Frank, Richard Freed, Erick Friedman, Harris Goldsmith, Josefa Heifetz, George Jellinek, Irving Kolodin, Jacob Lateiner, Laurence Lesser, Myra C. Livingston, John Maltese, John Anthony Maltese, Leonard Pennario & Brooks Smith (escritor); Jascha Heifetz y varios artistas (intérpretes) por The Heifetz Collection

### Infantil
- Mejor álbum musical para niños
  - J. Aaron Brown, David R. Lehman (productores) & Barbara Bailey Hutchison por Sleepy Time Lullabys
- Mejor álbum hablado para niños
  - Dan Broatman, Martin Sauer (productores) & Patrick Stewart por Prokofiev: Peter and the Wolf

### Jazz
- Mejor interpretación jazz instrumental, solista
  - Michael Brecker por "Impressions"
- Mejor interpretación jazz instrumental, individual o grupo
  - McCoy Tyner Trio & Michael Brecker por "Infinity"
- Mejor interpretación jazz instrumental, conjunto grande
  - Tom Scott; GRP All-Star Big Band (intérpretes) por "All Blues"
- Mejor interpretación jazz vocal
  - Lena Horne por An Evening with Lena Horne
- Mejor interpretación jazz contemporáneo
  - Pat Metheny Group por "We Live Here"
- Mejor álbum de jazz latino
  - Jobim por Antonio Brasileiro

### Latina
- Mejor álbum de pop latino
  - Jon Secada por Amor
- Mejor álbum latino tropical tradicional
  - Gloria Estefan por Abriendo puertas
- Mejor interpretación mexicano-americana
  - Flaco Jiménez por Flaco Jiménez

### New age
- Mejor interpretación new age
  - George Winston por Forest